# Triveni Acharya
Triveni Acharya és una periodista i activista índia que viu a Bombai, força coneguda pel seu treball amb el grup de lluita contra el tràfic sexual Rescue Foundation.
El grup va ser fundat pel seu marit, Balkrishna Acharya, però Triveni Acharya va assumir la seva presidència després de la seva mort en un accident de cotxe el 2005. L'organització està dedicada al "rescat, rehabilitació i repatriació de víctimes del tràfic de persones de diferents parts de l'Índia, Nepal i Bangladesh i són venudes per prostitució forçosa", i porta a terme "incursions a bordells" des de 1993. L'organització allibera aproximadament 300 nenes l'any, i també proporciona assessorament, formació laboral i prova del VIH. Com que aquestes incursions solen provocar greus pèrdues financeres o empresonaments per a traficants sexuals, Acharya ha rebut diverses amenaces de mort com a resultat del seu treball.
La Rescue Foundation ha rebut diversos premis nacionals i internacionals per la seva tasca sota la presidència d'Acharya. El 2008, el grup va rebre un premi Stree Shakti per a dones empresàries. El president de Taiwan Ma Ying-Jeou va entregar a Acharya el Premi Democràcia i Drets Humans d'Àsia de la Fundació Taiwan per la Democràcia, juntament amb una subvenció en efectiu de 100.000 dòlars EUA; l'organització havia estat nominada al premi per una antiga víctima del tràfic humà salvada per la Fundació. En 2011 la pròpia Acharya va guanyar el Premi al Coratge Civil de The Train Foundation, concedit anualment a aquells que "resoltament combaten el mal". Va compartir el premi amb Lydia Cacho Ribeiro, una periodista mexicana guardonada també pels seus esforços contra el "tràfic sexual, violència domèstica i pornografia infantil". En 2013 Triveni va obtenir l'Honorari Humanitari de 2013 del Premi World of Children juntament amb el seu treball amb The Rescue Foundation. Juntament amb el reconeixement el premi comportava una subvenció en efectiu de $75.000.